# コロタイプ
コロタイプ（英語: collotype）は製版方法の一種で、平版の一種である。実用化された写真製版としては最も古いもので、かつては絵葉書やアルバム、複製などに広く使われたが、現在では特殊な目的以外では使われていない。

## 技法
ガラス板にゼラチンと感光液を塗布して加熱することによって版面に小じわ（レチキュレーション）を作る。それに写真ネガを密着して露光すると、光のあたった部分のゼラチンが硬化して水をはじくようになる。版面を湿らせると水を受けつける部分が膨張してインクがつかなくなるため、硬化した部分にだけインクが付着する。インク付着量の大小によって連続階調が表現され、オフセット印刷のような網点を持たないことを特徴とする。
欠点は印刷速度が遅いこと、耐刷力がないこと、複版する手段がないこと、多色刷りが難しいことなどで、このために現在ではほとんど行われていない。

## 歴史
コロタイプはフランスで生まれ、1876年にドイツのヨーゼフ・アルバートによって実用化された。
日本では小川一真が1883年にボストンで習得し、帰国後の1889年に新橋で最初のコロタイプ工場を開いた。日露戦争時にコロタイプと石版を組みあわせた絵葉書が大ブームになった。1897年には横浜のドイツ商館アーレンス商会出身の上田義三が欧米留学ののち、コロタイプ印刷業「横浜写真版印刷所（のち上田写真版合資会社）」を開業した。
便利堂（1887年創業、1905年からコロタイプ印刷を行う）の佐藤濱次郎は法隆寺金堂壁画の原寸撮影を1935年に行い、それを元にコロタイプによる複製を1938年に作った。1949年に壁画は焼損したが、のちにこのコロタイプ複製をもとにして再現された。
効率の悪さから現在はほとんど消えた技術になっている（社名に「コロタイプ」のつく印刷会社は各地にあるが、実際にはオフセット印刷しか行っていない）。しかし文化財の複製のためには重要であり、便利堂はカラーのコロタイプ印刷も行い、また2003年に「コロタイプの保存と印刷文化を考える会」を発足した。